# ماریو سیدل (بازیکن فوتبال)
ماریو سیدل (انگلیسی: Mario Seidel؛ زادهٔ ۱۹ ژانویهٔ ۱۹۹۵) بازیکن فوتبال اهل آلمان است.
از باشگاه‌هایی که در آن بازی کرده‌است می‌توان به باشگاه فوتبال ارتسگبیرگ آئو اشاره کرد.